# Объект насмешек
«Объект насмешек» — советская рок-группа, основанная осенью 1985 года в Ленинграде Александром «Рикошетом» Аксёновым. Флагман ленинградского панк-рока второй волны.

## История
Александр Аксёнов успел переиграть с различными панк-группами, включая «Автоматические удовлетворители» и «Народное ополчение», но вскоре решил пойти собственным путём и сам начал сочинять песни, к записи которых подключил музыкантов, с которыми в разное время пересекался. Первый состав группы был таков — Александр «Рикошет» Аксёнов (вокал, гитара), Евгений «Айяйяй» Фёдоров (бас-гитара), Андрей «Маленький Дюша» Михайлов (гитара), Александр Кондрашкин (барабаны).
Поначалу музыканты ориентировались на модную в то время новую волну, но вскоре начали смешивать её с панк-роком, и в итоге группа заиграла жёсткий панк-рок с сильными социальными текстами о жизни тогдашней молодёжи (что, впрочем, стало весьма распространённым явлением в 80-е), но при этом с вкраплениями новой волны, что в некоторой степени ставит под сомнение её принадлежность к панк-движению. Тем не менее, вступив в Ленинградский рок-клуб и сразу оказавшись на его IV фестивале, «Объект насмешек» фактически стал первой панк-группой, пробившейся на большую сцену сначала Ленинграда, а затем и всего Советского Союза. Их альбомы Смеётся ОН — ОН смеётся последним, Гласность, Жизнь настоящих ковбоев также пользовались успехом.
Состав группы в 1986—90 гг. постоянно менялся, и к 1990 г. выглядел уже так: Аксёнов (вокал, гитара), Константин «Балбес» Фёдоров (гитара), Евгений Фёдоров (бас), Сергей Чередник (ударные).
К концу Перестройки популярность группы начала падать, отчасти это было связано с тем, что альбом Сделано в джунглях (1990) был холодно воспринят поклонниками из-за явных попыток подражать «Кино» (кстати говоря, Рикошет на тот момент стал фактическим мужем вдовы В. Цоя — Марианны, являвшейся менеджером группы), отчасти потому что к тому моменту остросоциальные песни перестали пользоваться успехом. В конце 1991 года группа «Объект насмешек» распалась.
Оставшиеся участники коллектива в 1993 году собрали группу «Tequilajazzz», а сам Рикошет до самой смерти в 2007 году занимался продюсированием и звукорежиссурой, параллельно со своей основной деятельностью периодически записывая сольные работы, наиболее успешной из которой был альбом «Геополитика», записанный в 1998 году совместно с лидером «Алисы» Константином Кинчевым.
В 2002 году Рикошет показал тексты своих последних песен Евгению Фёдорову, и было принято решение о возрождении группы. Новый альбом был записан[уточнить] в 2002—2005 года в следующем составе: Рикошет (вокал), Дюша Михайлов (гитара), Евгений Фёдоров (бас), Александр «Дусер» Воронов (барабаны). Среди приглашённых музыкантов были Михаил Горшенёв, Вадим Курылёв и Игорь Доценко. Альбом после продолжительных проволочек со стороны издателя был издан в декабре 2008 года под названием «Телетеррор» и стал посмертным альбомом Рикошета.
В 2009 году вышел трибьют-альбом «Выход Дракона» памяти Рикошета и группе «Объект насмешек». В 2022 году началась подготовка второй части трибьюта, музыканты группы «Кино» и бывший участник «Объекта насмешек» Евгений Фёдоров записали новую версию песни «Любовь к оружию» из альбома «Жизнь настоящих ковбоев» (1988).

## Дискография
Магнитоальбомы:
- 1986 — «Смеётся ОН — ОН смеётся последним»

Студийные альбомы:
- 1987 — «Гласность»
- 1989 — «Жизнь настоящих ковбоев»
- 1991 — «Сделано в джунглях»
- 2008 — «Телетеррор»

Трибьюты:
- 2009 — «Выход Дракона»
- 2023 — «Выход Дракона-2»

Концертные альбомы:
- 1987 — «Подольск-87», концертный бокс-сет, издан в 2012 г.

## Кинематограф
В 1993 году музыканты группы сыграли в фильме Рашида Нугманова «Дикий Восток». Также в фильме звучит музыка группы.
Рикошету и группе «Объект насмешек» посвящён выпуск документальной передачи «Культурный слой» (2007).